# Sequential Circuits Prophet VS
Le Prophet VS est un synthétiseur polyphonique multitimbral programmable hybride commercialisé en 1986 par la firme américaine Sequential Circuits.

## Caractéristiques
Il est l'un des premiers synthétiseurs à synthèse vectorielle (en anglais : vector synthesis, d'où son nom), et dispose de quatre oscillateurs à tables d'onde par voix dont les signaux peuvent être mélangées finement et en continu. Il combine technologies numérique (oscillateurs) et analogique (filtres). Le concept a été ensuite repris par le Korg Wavestation et les Yamaha SY22, SY35 et TG33 qui eux sont en revanche entièrement numériques. C'est le dernier synthétiseur produit dans les années 1980 par la marque Sequential.

## Musiciens l'ayant utilisé
- Michel Berger
- Brian Eno
- Depeche Mode
- Vince Clarke
- Erasure
- John Carpenter
- Robert Henke alias Monolake
- IQ
- Christophe